# Manuel Alonso
Manuel Alonso de Areyzaga, né le 12 novembre 1895 à Saint-Sébastien, décédé le 11 octobre 1984 à Madrid, est un joueur de tennis espagnol du début du XXe siècle , considéré comme le premier champion espagnol de l'histoire de ce sport.
En 1921, il a atteint la petite finale du simple messieurs au tournoi de Wimbledon, battu par Brian Norton. Il est membre du International Tennis Hall of Fame depuis 1977.

## Biographie
Manuel Alonso a détenu les titres de champion d'Espagne en 1915, 1919 et 1920, de championnat international d'Espagne de 1918 à 1920 et de championnat du Portugal 1919 et 1920.
Sa renommée mondiale débute avec une victoire sur Zenzo Shimizu en demi-finale du tableau All comers au tournoi de Wimbledon 1921 (3-6, 7-5, 3-6, 6-4, 8-6); il s'incline le tour suivant, lors de la petite finale face à Brian Norton, sur le score de (5-7, 4-6, 7-5, 6-3, 6-3). En 1923, il déménage aux États-Unis où il travaille comme ingénieur. Il est quart de finaliste au tournoi national en 1922, 1923, 1925 et 1927. Il se classe dans le top 10 des États-Unis entre 1925 et 1927, atteignant même la deuxième place en 1926 et cinquième au niveau mondial en 1927 (d'après A. Wallis Myers).
Il participe également aux Jeux olympiques de 1920 où il parvient en quart de finale en simple, et aux Jeux olympiques d'été de 1924 à Paris, et obtient un diplôme olympique, pour avoir atteint la cinquième place en double avec son frère José María. En simple, il est battu par Vincent Richards en huitièmes de finale.
Manuel Alonso a fait partie de l'équipe espagnole de Coupe Davis entre 1921 et 1925, puis dispute deux dernières rencontres en 1931 et 1936. En neuf sélections, il a remporté 14 matchs pour 11 défaites.

## Parcours dans les tournois duGrand Chelem

### En simple
| Année | Open d'Australie | Open d'Australie | Internationaux de France | Internationaux de France | Wimbledon      | Wimbledon       | US Open        | US Open        |
| ----- | ---------------- | ---------------- | ------------------------ | ------------------------ | -------------- | --------------- | -------------- | -------------- |
| 1921  | —                | —                | —                        | —                        | 1/2 finale     | Brian Norton    | —              | —              |
| 1922  | —                | —                | —                        | —                        | 2e tour (1/32) | Jacques Brugnon | 1/4 de finale  | Bill Johnston  |
| 1923  | —                | —                | —                        | —                        | —              | —               | 1/4 de finale  | Bill Tilden    |
| 1924  | —                | —                | —                        | —                        | 2e tour (1/32) | René Lacoste    | —              | —              |
| 1925  | —                | —                | —                        | —                        | —              | —               | 1/4 de finale  | Bill Johnston  |
| 1926  | —                | —                | —                        | —                        | —              | —               | 1/8 de finale  | René Lacoste   |
| 1927  | —                | —                | —                        | —                        | —              | —               | 1/4 de finale  | René Lacoste   |
| 1932  | —                | —                | —                        | —                        | —              | —               | 3e tour (1/16) | Henri Cochet   |
| 1933  | —                | —                | —                        | —                        | —              | —               | 3e tour (1/16) | Lester Stoefen |
| 1934  | —                | —                | —                        | —                        | —              | —               | 2e tour (1/32) | Bryan Grant    |
| 1935  | —                | —                | —                        | —                        | —              | —               | 1/8 de finale  | Enrique Maier  |
| 1936  | —                | —                | —                        | —                        | —              | —               | 2e tour (1/32) | Frank Parker   |

N.B. : à droite du résultat se trouve le nom de l'ultime adversaire.